# Jo Martin

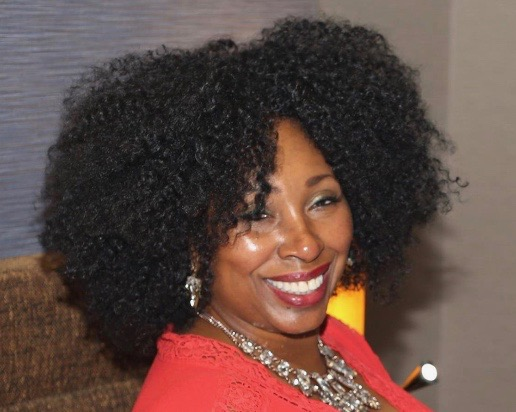
Jo Martin

Jo Martin (* in London) ist eine britische Schauspielerin. Sie ist seit Ende der 1980er Jahre als Schauspielerin in Film und Fernsehen aktiv. Besondere Bekanntheit erhielt sie 2020 als die bislang unbekannte Inkarnation „Fugitive Doctor“ des Doktors in der Serie Doctor Who.

## Filmografie (Auswahl)
- 2005: Batman Begins
- 2010: 4.3.2.1
- 2013: Wizards vs. Aliens (Fernsehserie, 1 Episode)
- 2002–2020: Casualty (Fernsehserie, 4 Episoden)
- 2019: Blue Story
- 2019: Silent Witness (Fernsehserie, Episoden 1x01 und 1x03)
- 2019–2021: Back to Life (Fernsehserie, 9 Episoden)
- 2020: Liar (Fernsehserie, 1 Episode)
- 2020–2022, 2025: Doctor Who (Fernsehserie, 5 Episoden)
- 2020: Education
- 2022: The Flatshare (Fernsehserie, 3 Episoden)
- 2022: Death in Paradise (Fernsehserie, 1 Episode)